# Taeniophyllum orbiculare
Taeniophyllum orbiculare är en orkidéart som beskrevs av Rudolf Schlechter. Taeniophyllum orbiculare ingår i släktet Taeniophyllum och familjen orkidéer. Inga underarter finns listade i Catalogue of Life.